# Yua Shinkawa
Yua Shinkawa (新川 優愛 Shinkawa Yua?, n. 28 de diciembre de 1993 en la Prefectura de Saitama) es una actriz, modelo y gravure idol japonesa.

## Vida y carrera
Shinkawa hizo su debut en televisión en el drama "Chōnan no Kekkon" en 2008, y en 2010 hizo su debut cinematográfico en la película "Matataki", protagonizada por Keiko Kitagawa. En 2010, ganó la "Miss Magazine 2010", y en 2011 la "Miss Seventeen 2011". Fue una de las cuatro ganadoras elegidas entre las 7.177 candidatas. Luego se convirtió en modelo exclusiva de la revista Seventeen. El 30 de octubre de 2013, debutó como cantante con el sencillo de-light, el cual fue usado como tema de clausura en el drama tokusatsu Shōgeki Gōraigan!! emitido por TV Tokyo. La canción ocupó el puesto 45 en la tabla de Oricon.
En mayo de 2015, anunció que su graduación de la revista Seventeen, para posteriormente ser contratada por Non-no. En agosto de 2015, apareció por primera vez en la portada de Non-no. Más tarde, interpretaría a la heroína en el drama de medianoche de NTV Seishun Tantei Haruya.

## Filmografía

### Cine
- Matataki (2010), Makiko Kirino (estudiante de secundaria)
- Ike! Danshi Kōkō Engekibu (2011), Mai Katsuragi
- Kyō, Koi o Hajimemasu (2012), Sakura Hibino
- Ao Haru Ride (2014), Shūko Murao[1]
- Zen'in Kataomoi (2016), Mana
- Megamisama (2017)[2]

### Televisión
- Chōnan no Kekkon: Hanayome wa Batsuichi! Toshiue! Komochi!? (TV Asahi, 2008), Aki Ōyama
- Atsuizo! Nekogaya!! (Mētele, 2010)
- Hitori Janai (BS Fuji, 2011), Nami Tachibana
- Asu no Hikari o Tsukame (Tōkai TV, 2011), Moeko Sasaki
- Ore no Sora Keiji-hen Episodio 5 (TV Asahi, 2011), Arisa Ijūin
- Toshi Densetsu no Onna Episodio 4 (TV Asahi, 2012), Risa Toyama
- Ataru Episodio 6 (TBS, 2012)
- Papadoru Episodios 5 y 6 (TBS, 2012), Chiemi
- GTO (KTV, 2012), Anko Uehara
- 35-sai no Koukousei (NTV, 2013), Mitsuki Kudō
- Honto ni Atta Kowai Hanashi Natsu no Tokubetsu-hen 2013 (Fuji TV, 2013), Arisa Takeuchi
- Shōgeki Gōraigan!! (TV Tokyo, 2013), Hitomi Kai
- Jinsei Gokko (Fuji TV, 2013), Mako
- Yoru no Sensei (TBS, 2014), Kaede Tachibana
- Keiji (TV Tokyo, 2014), Miyako Akiba
- Water Polo Yankees (Fuji TV, 2014), Rei Fujisaki
- Shinano no Colombo Jiken File 2 (TBS, 2014), Yūko Noya
- Ōedo Sōsamō 2015: Onmitsu Dōshin, Aku o Kiru! (TV Tokyo, 2015), Okitsu
- Zeni no Sensō (KTV, 2015), Akane Madoka
- Kekkon ni Ichiban Chikakute Tōi Onna (NTV, 2015), Yuri Sudō
- Risk no Kamisama (Fuji TV, 2015), Chinami Hōjō
- Koinaka (Fuji TV, 2015), Kazuha Sawada
- Seishun Tantei Haruya (NTV, 2015), Miwa Nōmi
- Gu.ra.me! (TV Asahi, 2016), Yūko Tachibana
- IQ246 (TBS, 2016), Hitomi Hōmonji

### Tokusatsu
- Tokumei Sentai Go-Busters Mission 41 (TV Asahi, 2012), Reika Saotome/Thief Pink Buster

### Revistas
- Seventeen, Shūeisha 1967-, como modelo exclusiva desde 2011 hasta 2015
- Non-no, Shueisha 1971-, como modelo exclusiva desde 2015

## Discografía

### Sencillo
- de-light (Avex Marketing, 30 de octubre de 2013) EAN 4988064487837